# Larrazcueta
Larrazcueta (en euskera y oficialmente Larrazkueta) es un concejo del municipio de Urcabustaiz, en la provincia de Álava, País Vasco (España).

## Historia
Ha pertenecido históricamente al señorío, valle y hermandad de Urcabustaiz, encuadrándose eclesiásticamente en el arciprestazgo de Cigoitia de la Diócesis de Vitoria, dependiente esta de la Archidiócesis de Burgos, si bien anteriormente pertenecían a la vicaría de Orduña, que formaba parte de la Diócesis de Calahorra.

## Idioma
Euskera XIX. Se perdió en la primera mitad del siglo XX. A pesar de que Larrazketa es un pueblo abandonado, sus habitantes siguieron manteniendo el euskera en las casas. En la actualidad, la promoción del euskera ha avanzado, aunque no alcanza la paridad del castellano.

## Demografía
| Gráfica de evolución demográfica de Larrazcueta entre 2000 y 2017 |
|                                                                   |
| Población de derecho según los censos de población del INE.       |

## Geología
Se encuentra en terrenos formados por margas y areniscas ocres. Al Sur y Este se encuentran terrenos formados por micras arcillosas y arcillas. Más al sur se encuentran tierras arcillosas y margosas mezcladas con volátiles y algunas manchas de ofita.
Es un territorio rodeado de bosques, bañado por pequeños ríos.

## Monumentos
- Iglesia de San Vicente. Actualmente sin culto, posee un retablo mayor neoclásico.[2]

## Fiestas
El concejo celebra sus fiestas patronales en enero, en honor a San Vicente.